# شاطئ بيش
شاطئ بيش هو أحد الشواطئ الواقعة في منطقة جازان بالمملكة العربية السعودية المطلة على ساحل البحر الأحمر ويقع تحديداً في محافظة بيش ويرتاده العديد من سكان المنطقة وأيضا الزوار من خارج المنطقة، ويقع على شاطئ بيش مشروع مدينة جازان للصناعات الأساسية والتحويلية المخطط إنشاؤها، وأيضا على بعد أمتار من الشاطئ تقع كثبان رملية يستمتع بها الزائرون إلى الشاطئ.